# سن-ژورژ-سور-موز
شهر سن-ژورژ-سور-موز (به فرانسوی: Saint-Georges-sur-Meuse) در شهرستان ورم (بلژیک)  در استان لیئژ  در منطقه فدرال والوون در کشور بلژیک واقع شده‌است.